# Czas trwania dźwięku
Czas trwania dźwięku – zależy od czasu, w jakim ciało wykonuje drgania; z chwilą, gdy ciało przestaje drgać, gdy drgania zanikają, zanika również i dźwięk. Czas trwania dźwięku przedłuża się pozornie, gdy dźwięk zostaje wygenerowany w dużym pomieszczeniu o ścianach odbijających falę dźwiękową, np. w kościele. Fala akustyczna odbija się wówczas od ścian, tworząc zjawisko pogłosu.